# Indexi
Az Indexi (korábban Indeksi) egy bosnyák rockegyüttes, 1962-ben alakultak Szarajevóban. Az egykori Jugoszlávia egyik legmeghatározóbb rockzenekara volt. Megalakulásuk idején még mind tanulmányokat folytattak, a nevük is innen ered: index - leckekönyv. Eleinte csak instrumentális számokat játszottak. 1964-ben elnyerték a Gitarijada fesztivál második díját, ezután lehetőségük nyílt arra hogy felvehessék első kislemezüket. Ekkor csatlakozott hozzájuk énekesük, Davorin Popović, aki kosárlabdajátékos volt. 1967 decemberében a Szovjetunióban koncerteztek. Ekkortájt zenéjükben pszichedelikus és keleti folk elemeket is használtak. 1971-ben a Zágráb fesztiválon elnyerték a legjobb rockegyüttesnek járó díjat. 1971-től főleg a progresszív rock felé hajlottak, egyik legkedveltebb albumuk a Modra rijeka (Kék folyó). Három nagylemezük mellett főleg kislemezeken jelentek meg dalaik. 2001-ben énekesük, Davorin Popović halálával a zenekar is feloszlott.

## Tagjai

### Első felállás (1962)
- Davorin Popović - ének
- Slobodan Misaljević - gitár
- Ismet Arnautalić - ritmusgitár
- Šefko Akšamilja - basszusgitár
- Nedo Hadžihasanović - dob
- Đorđe Uzelac - billentyűs hangszerek

### További tagok
- Slobodan A. Kovačević - gitár
- Slobodan M. Kovačević - ritmusgitár
- Fadil Redžić - basszus
- Sinan Alimanović - billentyűs hangszerek
- Nenad Jurin
- Zoran Vidović - vokál
- Vojo Šimšić - dob

## Albumaik

### Nagylemezek
- Indexi (Jugoton, 1974, válogatás)
- Indexi (Diskoton, 1977, válogatás)
- Modra rijeka (Jugoton, 1978)

### Kazetták
- Indeksi (RTV Ljubljana, 1972, válogatás)
- Sve ove godine (Jugoton, 1981, válogatás)

### Kislemezek
- Sedam veličanstvenih / Nikada / Večeras u gradu mladih / Atlantis (PGP RTB 1964.)
- Naše doba / Pružam ruke / Zašto je prazan čitav svijet / Jednom smo se svađali (PGP RTB 1967.)
- Drugi čovjek / Ako jednom budeš sama / Jutro će promijeniti sve (PGP RTB 1968.)
- Ne želim tvoju ljubav / Šabn-dabn-šabn-du-bajo (Jugoton 1969.)
- Svijet u kojem živim / Da sam ja netko (Jugoton 1971.)
- Krivac si ti / Sve ove godine (Jugoton 1972.)
- Sanjam / Balada (Jugoton 1972.)
- Plima / Ugasila je plamen / Povratak Jacka Trbosjeka i ostalog zla (Jugoton 1972.)
- Predaj se srce / Budi kao more (Jugoton 1973.)
- Jedina moja / I tvoje će proći (Diskoton 1973.)
- Samo su ruže znale / Samoćo, ljubavi moja (Diskoton 1974.)
- Ding-da-da / Da l’ smo ljudi (Diskoton 1974.)
- Bacila je sve niz rijeku / Pogrešan broj (Diskoton 1974.)
- Volim te / Ti si mi bila naj, naj (Diskoton 1975.)
- Obala pusta, obala vrela / Prva ljubav (Diskoton 1975.)
- Moja Hana / Noćni susreti / Stani malo, zlato moje / Putovi (Diskoton 1976.)
- I mi i nas dvoje / Kad se hoće, sve se može (Diskoton 1976.)
- Samo jednom / Kupala se cura jedna u potoku pod planinom (Jugoton 1977.)
- U jednim plavim očima / Ana (Diskoton 1977.)
- Voljela je sjaj u travi / Pokaži mi dlan (Jugoton 1977.)
- Ispijmo zlatni pehar / Sviđaš mi se (Diskoton 1978.)
- Pozovi me na kafu / Slovo o čovjeku (Jugoton 1978.)
- 310 poljubaca / Bilo je lijepo (Jugoton 1978.)
- Živjela Jugoslavija / Prazne noći a beskrajni dani (Diskoton 1979.)
- Njene oči, usne, ruke / Oj, Neretvo (Jugoton 1980.)
- Betonska brana / Da l’ oblak zna (Jugoton 1981.)
- Pozdravi Sonju / Na svoj način / Dobar dan, tugo (Diskoton 1983.)

### CD-k
- Indexi - The Best of 2 (1991)
- Sve ove godine (1994)
- Indexi - Gold 1-2 (1996)
- Kameni cvjetovi (1999)
- 01. 10. 1999. Zetra (2001, koncert)
- Sve ove godine Indexi 1962-2001 (2001)
- Najveći koncert u gradu (2001)

## Külső hivatkozások
- Hivatalos honlap Archiválva 2008. május 26-i dátummal a Wayback Machine-ben
- https://web.archive.org/web/20090205102424/http://home.wanadoo.nl/v.rancic/indexi.htm
- Történet és diszkográfia
- Svijet u kojem živim c. számuk videóklipje